# ایگوانای آبی
ایگوانای آبی (نام علمی: Cyclura lewisi) نام یک گونه از تیره ایگوآنایان است.